# Коста-Рика (Мату-Гросу-ду-Сул)
Коста-Рика (порт. Costa Rica) — муниципалитет в Бразилии, входит в штат Мату-Гросу-ду-Сул. Составная часть мезорегиона Восток штата Мату-Гроссу-ду-Сул. Входит в экономико-статистический микрорегион Касиландия. Население составляет 19 670 человек на 2006 год. Занимает площадь 536,25 км². Плотность населения — 2,9 чел./км².
Праздник города — 12 мая.

## История
Город основан 12 мая 1980 года.

## Статистика
- Валовой внутренний продукт на 2003 год составляет 319 118 943,00 реалов (данные: Бразильский институт географии и статистики).
- Валовой внутренний продукт на душу населения на 2003 год составляет 19 828,44 реалов (данные: Бразильский институт географии и статистики).
- Индекс развития человеческого потенциала на 2000 год составляет 0,798 (данные: Программа развития ООН).